# ایسوس زنبوک
ایسوس زنبوک (به انگلیسی: Asus Zenbook) نام خانواده‌ای از اولترابوک‌های شرکت ایسوس می‌باشد که برای اولین بار در اکتبر سال ۲۰۱۱ میلادی روانه بازار شدند. در اواخر سال ۲۰۱۲ میلادی، ایسوس همزمان با ویندوز ۸ از سری جدید زنبوک‌ها با صفحه نمایش لمسی رونمایی کرد. بیشتر (البته نه همه) زنبوک‌ها از سری پردازنده‌های کور (به انگلیسی: Core) شرکت اینتل استفاده می‌کنند. ایسوس زنبوک ۳ آخرین ویرایش از این خانواده است.
ایسوس در سال ۲۰۱۷ آخرین خلاقیت خود را در سری جدید زنبوک با نام زنبوک دوا (Asus Zenbook DUO) پیاده کرد، این سری لپتاپ جزو اولین سری لپتاپ های دنیا با دو مانیتور هستند.
بهترین لپتاپ این سری Zenbook DUO 15 است که بالاترین ورژن آن دارای دو مانیتور لمسی 4K، گرافیک ۳۰۸۰ و سی پی یو نسل ۱۲ اینتل است